# O somma luce
O somma luce è un film del 2010 diretto da Jean-Marie Straub.

## Trama
Un uomo da solo in una radura legge il 33° canto del Paradiso di Dante Alighieri.

## Produzione
Il film è la versione cinematografica dell'omonima opera teatrale messa in scena nel 2009 al Teatro "Francesco di Bartolo" di Buti. Il film venne proiettato per la prima volta l'11 agosto 2010 al Locarno Film Festival e poi, in Germania, nel 2011 al museo del cinema di Monaco.